# Svarttjärnens naturreservat
Svarttjärnens naturreservat är ett naturreservat i Krokoms kommun i Jämtlands län.
Området är naturskyddat sedan 2025 och är 849 hektar stort. Reservatet ligger väster om sjön Gysen och ansluter i norr till Lill-Stensjöns naturreservat och består av våtmark och gammal grannaturskog .